# 香子含笑
香子含笑（学名：Michelia hedyosperma）为木兰科含笑属下的一个种。